# Fredy Serrano
Fredy Alejandro Serrano Sichaca (ur. 22 września 1979) – kolumbijski zapaśnik w stylu wolnym. Olimpijczyk z Pekinu 2008, gdzie zajął czternaste miejsce w kategorii 55 kg.
Czterokrotny uczestnik mistrzostwach świata, siódmy w 2007. Brązowy medal na igrzyskach panamerykańskich w 2007. Siedem medali na mistrzostwach panamerykańskich, srebro w 2007. Mistrz igrzysk Ameryki Południowej w 2006 i 2010; igrzysk Ameryki Środkowej i Karaibów w 2002 i 2010 i igrzysk boliwaryjskich w 2001, 2005 i 2009 roku.
Były zawodnik MMA, gdzie występował w latach 2013-2018.